# Dungeon Master
Dungeon Master (englisch für Kerkermeister) ist eine Reihe von Computerspielen des US-amerikanischen Spieleentwicklers FTL Games. Die Echtzeit-Rollenspiele erschienen zwischen 1987 und 1998 für verschiedene Heimcomputer, Personal Computer und Spielkonsolen und prägten das Genre entscheidend mit.

## Spiele der Reihe

### Übersicht
| Jahr | Titel                          | Publisher                                   | Systeme |
| ---- | ------------------------------ | ------------------------------------------- | --- |
| 1987 | Dungeon Master                 | FTL Games, Mirrorsoft                       | Apple IIgs, Atari ST, Commodore Amiga, FM Towns, MS-DOS, PC-9801, Sharp X68000, Super Nintendo Entertainment System |
| 1989 | Chaos Strikes Back             | FTL Games, Victor Interactive               | Atari ST, Commodore Amiga, FM-Towns, PC-98, Sharp X68000                                                            |
| 1992 | Dungeon Master: Theron's Quest | Victor Interactive                          | PC Engine |
| 1993 | Dungeon Master II: Skullkeep   | Interplay Entertainment, Victor Interactive | Commodore Amiga, Mac OS, MS-DOS, PC-9801, Sega Mega-CD                                                              |
| 1998 | Dungeon Master Nexus           | Victor Interactive                          | Sega Saturn |

### Dungeon Master
Dungeon Master war eines der ersten Echtzeit-Rollenspiele und erschien 1987. Die Spielhandlung fand in einem in Zentralperspektive dargestellten unterirdischen labyrinthartigen Verlies (englisch dungeon) statt. Dungeon Master prägte das Genre des Dungeoncrawlers entscheidend mit bzw. schuf ein eigenes Subgenre. Noch im Veröffentlichungsjahr wurde es 40.000 mal verkauft, erreichte eine Marktdurchdringung von 50 % bei allen jemals verkauften Atari STs und wurde damit zum größten Bestseller des Herstellers FTL Games.

#### Bedeutung
Dungeon Master war in jeder Hinsicht stark an die typischen Pen-&-Paper-Rollenspiele angelehnt und setzte alle traditionellen Elemente dieser Spiele in einer gegenüber dem Stand der Technik hochwertigen Grafik und dem für Computer-Rollenspiele völlig neuartigen Echtzeit-Spielmodus um. Damit schuf es eine neue, sehr erfolgreiche Spielekategorie, die die Stärken des komplexen, aber schwerfälligen rundenbasierten Computer-Rollenspieles mit denen des einfachen, aber schnellen Action-Adventures kombinierte. Dungeon Master war damit der Urvater eines neuen Spielegenres und hat viele andere Spiele desselben Typus, z. B. Eye of the Beholder oder Black Crypt, in den folgenden Jahren nach sich gezogen. Während Dungeon Master selbst durch die frühen Ultima-Spiele beeinflusst war, wurde es später selbst zur entscheidenden Inspiration für die Ultima-Underworld-Ableger der Ultima-Serie.
Ein weiterer wichtiger Aspekt war eine ausgefeilte Nutzerführung, die mit einem interaktiven Mauscursor, Drag and Drop und Tabs Intuitivität erreichte und damit erstmals ein Echtzeitspielsystem mit komplexer Spielweltinteraktion dem Spieler zugänglich machte.

#### Modellierung der Spielwelt

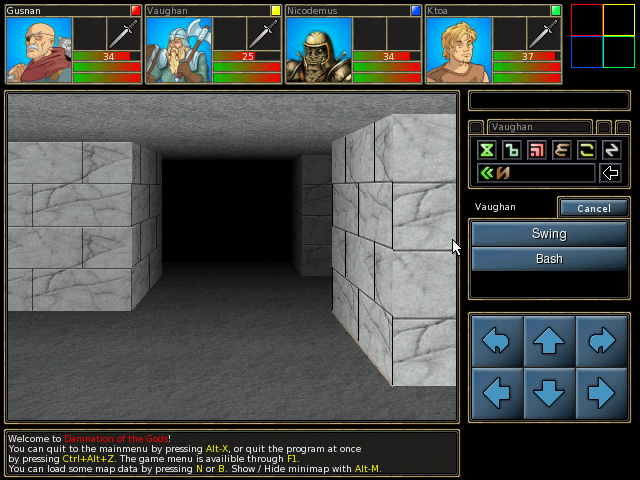
Spielbildschirm eines repräsentativen Dungeon Master Clones (englisch):
mittig, der Blick ins Dungeon aus der Egoperspektive der Abenteuergruppe
oben, Charakterporträts mit den Grundattributen Lebenspunkte, Manaenergie und Ausdauer in Balkenpräsentation, darüber in Händen gehaltene Gegenstände zur Verwendung
rechts-oben/mittig: Zauberfeld in dem Lo Ful gewählt ist, nun die Form-Runen zur Wahl, darüber Tabs zur Wahl zwischen den Abenteurern
rechts-mitte, Aktionsmenü des in der rechten Hand gehaltenen Kurzschwert von Vaughan
rechts-unten, Bewegungsbuttons für die Steuerung per Maus

Das Besondere an Dungeon Master war, dass es als erstes Rollenspiel keine zufallsgenerierten Ereignisse mit Monstern verwendete, sondern die NPCs schon zum Spielbeginn definiert und dann mit einer (einfachen) KI ausgestattet frei im Dungeon interagieren lässt. Die Echtzeit-Interaktionen aller dieser NPCs mit dem Dungeon (Bewegung, Türen öffnen, in Falle treten) und den Spielercharakteren (angreifen, bestehlen, fliehen) wird für den gesamten zeitlichen Spielverlauf mitsimuliert. Dementsprechend greifen die Monster in Echtzeit an, und die Steuerung der individuellen Spielercharaktere muss damit ebenfalls in Echtzeit erfolgen, im Gegensatz zu rundenbasierten Vorläufern wie Wizardry. Die Modellierung der Zeit ist für damalige Verhältnisse sehr umfassend: Jede Aktion kostet Zeit, ein komplizierter Angriff länger als ein einfacher, schwerer beladene Charaktergruppen laufen langsamer, die Zaubersprüche sind nicht vorgefertigt, sondern müssen bei jeder Verwendung sequentiell aus Runen zusammengesetzt werden und während des Schlafens können die Spielcharaktere von umherwandernden Monstern überrascht werden. Die Modellierung der Spielcharaktere selbst umfasst zwei Dutzend teilweise offengelegte, teils versteckte Eigenschaften. Neben genreüblichen Attributen wie Stärke, Geschicklichkeit, Glück existierten auch Sättigung, Durst und eine Metabolisierungsrate (Vitalität), die die nötige Häufigkeit der Nahrungsaufnahme und Heilgeschwindigkeit beeinflusst. Weiter können Charaktere in Zustände verfallen – u. a. erschöpft, vergiftet, verletzt oder am Verdursten sein – sowie Körperteil-spezifische Verwundungen davontragen. Eine Verletzung z. B. der Hände hat zur Folge, dass eine Waffe nicht mehr gehalten werden kann, und bei den Füßen, dass die transportierbare Last deutlich kleiner wird.

#### Technische Eigenschaften
Die Rechenkapazität der beim Erscheinen von Dungeon Master verwendeten Motorola-68000-Prozessoren erforderte die grafische Darstellung der 3D-Umgebung mit statischen Grafiken für alle Spielelemente. Obwohl Texture Mapping (erstmals mit Ultima Underworld von 1992) und Shading noch nicht möglich war, so wurde durch globale Beleuchtungsvariationen, Spiegelungen und Austausch von Sprites im Spielgeschehen im begrenzten Umfang ebenfalls grafische Dynamik erzielt.

#### Plattformen
Dungeon Master erschien 1987 von FTL Games zuerst für den Atari ST und wurde dann auf viele weitere Systeme portiert: Amiga, PC (DOS), Super Nintendo Entertainment System, Apple II GS, X68000, PC-98 und FM-Towns.
Durch aufwändige Dekompilation und Reverse Engineering einer Atari-ST-Version durch Paul R. Stevens konnte eine Quelltextvariante rekonstruiert werden. Mit dieser wurde es möglich, Dungeon Master & Chaos Strikes Back auf moderner Hardware für viele weitere Plattformen verfügbar zu machen: Windows, Linux, Mac-Betriebssystem oder auch Pocket PC.

#### Handlung
Ein großer Magier (engl. Grey Lord) sucht nach einer ultimativen Zauberwaffe, dem „Feuerstab“ (engl. Firestaff). Während der Experimente geschieht ein Unglück, und der Magier spaltet sich in sein gutes (Lord Librasulus) und sein böses Ich (Lord Chaos) auf. Gleichzeitig passiert in der Umgebung eine Katastrophe. Hunderte von Abenteurern pilgern in das Verlies (engl. „dungeon“), um das Übel zu beseitigen, aber alle scheitern. Die vierundzwanzig besten Abenteurer hat Lord Chaos in Form von Bilderrahmen, nach Art einer Bildergalerie, zur Abschreckung im ersten Level aufgehängt. Der Spieler soll nun, in der Rolle des Assistenten des weißen Magiers, bis zu vier Abenteurer auswählen, den Firestaff finden und die Normalität wiederherstellen.
Die vorgesehene Variante das Spiel erfolgreich zu beenden ist Fusionierung der beiden Seiten des Magiers mit dem Firestaff, es existiert jedoch auch ein alternatives Ende, falls die Abenteurer Lord Librasulus den Stab zurückbringen.

#### Aufbau des Labyrinths
Das ganze Spiel besteht aus 14 Leveln (inklusive der Galerie). Der Schwierigkeitsgrad steigt von Level zu Level. Der erste Level ist noch frei von Monstern. Im vierten und im neunten Level hat der Spieler nach dem Freikämpfen von Monstern sich einen Rückzugspunkt geschaffen, wo die Abenteurer – aufgrund unendlicher Wasser- und Lebensmittelvorräte – beliebig lang trainieren und sich ausruhen können. Der Spieler hat es nicht nur mit Monstern zu tun, es gibt auch Fallen in Form von Fallgruben und versteckten Bodenschaltern die einen Mechanismus aktivieren. Ausgelöste Fallen können zum Beispiel aus Wandlöchern hervorschießende Feuerbälle oder Giftgeschosse sein, die der Gesundheit der Abenteurer schaden. Außerdem ist jeder Level in Bereiche eingeteilt, die durch verschlossene Türen voneinander getrennt sind und zu denen der Spieler die passenden Schlüssel erst finden oder erkämpfen muss. Lord Chaos, der Antagonist, befindet sich mit Dämonen in einem Teil des dreizehnten Levels, den man allerdings nur über den untersten Level erreichen kann.

#### Magiesystem
Wie bei Fantasy-Rollenspielen üblich ist bei Dungeon Master das Wirken von Magie ein fester Bestandteil des Spiels. Während Dungeon Master sich im Allgemeinen sehr eng an den traditionellen Pen-&-Paper-Rollenspielen orientiert, ist das Magiesystem ausgesprochen innovativ und nutzt bewusst die Möglichkeiten, die die Realisierung des Spiels auf einem Computer bietet.
Während in traditionellen Rollenspielen Zaubersprüche fest definiert sind und die Beherrschung jedes Zauberspruchs von der Spielfigur einzeln erworben werden muss, nutzt Dungeon Master ein flexibles System, bei dem Zaubersprüche nach im Spiel implementierten Gesetzmäßigkeiten zusammengesetzt werden können.
Dunkelheit, Feinde und Rätsel machen die Beherrschung der Zaubersprüche zu einer Notwendigkeit. Die Sprüche werden durch Kombination von zwei bis vier „Runen“ repräsentiert, die nicht in beliebiger Reihenfolge und beliebiger Kombination angewendet werden können. Die Runen sind von Anfang an vorhanden, der Manaverbrauch und die Komplexität der Zauber schränkt ihre Verwendung aber zunächst ein. Die Zauber sind in Magier-(Kampf, Licht) und Priestersprüche (Heilung, Schutz) unterteilt. Ein Spruch baut sich wie folgt auf: „Stärke Element Form Ausrichtung“ in dieser Reihenfolge.
Anfangs, d. h. durch die eigenen Fähigkeiten beschränkt, sind nur einfachsten Sprüche aus „Stärke Element“ verfügbar.
Wirkungsvollere Sprüche können folgende Runen enthalten:
| Stärke      | Lo (schwach)          | Um                   | On (neutral)             | Ee                       | Pal (stark)              | Mon (Maximum)              |
| Element     | Ya (Erde)             | Vi (Wasser)          | Oh (Luft)                | Ful (Feuer)              | Des (Leere)              | Zo (Antimaterie)           |
| Form        | Ven (Gift)            | Ew (Kreatur)         | Kath (Expansion)         | Ir (Flug)                | Bro (Hilfe)              | Gor (Feindschaft, Krieg)   |
| Ausrichtung | Ku (Weg des Kriegers) | Ros (Weg des Diebes) | Dain (Weg des Zauberers) | Neta (Weg des Priesters) | Ra (Licht/Energie/Sonne) | Sar (Dunkelheit/Übel/Mond) |

Um das System zu verstehen, hier ein paar Beispiele:
- Um eine magische Fackel zu entzünden, braucht man das Element Feuer, also ist der Spruch hierfür „Stärke“ Ful. Ein aktiviertes Lo Ful hellt den Dungeon für eine relativ kurze Zeit auf, ein Mon Ful hält wesentlich länger an.
- Um die Luft mit Licht zu erfüllen, wählt man „Stärke“ Oh Ir Ra, also „Luft“, „Flug“ und „Licht/Energie/Sonne“.
- Man will eine Wolke aus giftigem Gas erzeugen; dazu braucht man die Oh-Rune (Luft), die Ven-Rune (Gift) und die Rune, welche die Stärke repräsentiert.

Durchaus nicht alle Sprüche sind so logisch aufgebaut, und die meisten möglichen Kombinationen ergeben keinen Spruch. {\displaystyle 6+36+216=258} potentielle Sprüche wären theoretisch möglich. Aber schon bei den sechs möglichen Zweierkombinationen ergeben „nur“ vier einen gültigen Spruch. Bei einigen dieser Sprüche muss man zusätzlich eine leere Phiole in der Hand halten. Insgesamt gibt es nur 25 Sprüche.
Die Reihenfolge wird vom Programm vorgegeben.
Das Magiesystem ist wie eine Black-Box. Man kann, genug Mana vorausgesetzt, jede Kombination aktivieren. Der anfänglich zufällige Erfolg hängt dabei sicher von der Stufe ab, die man als Magier bzw. Priester erreicht hat. Auch bekommt jemand, der das Spiel noch nie gespielt hat und auch noch keine Auflistung der gültigen Sprüche gelesen hat, nach und nach auf Schriftrollen gültige Sprüche zu lesen. Ein automatisches System, bei dem man einen fertigen Spruch auf Knopfdruck aktivieren kann, oder ein Erinnerungssystem, in dem die einmal gelesenen Sprüche notiert werden, gibt es nicht. Der Spieler muss sich selbst Notizen machen.
Die mächtigste Rune der Form, die Gor-Rune, hat keine Bedeutung im Spiel. Das durch Zo-Kath-Ra geschaffene Corboramite, ein gewichtsloses leuchtendes Objekt, konnte als permanente Lichtquelle (in der stärksten Version) benutzt werden, war Lösung eines Rätsels und wurde benötigt, um den „Firestaff“ zu aktivieren.

#### Charaktersystem
Zu Beginn steht der Spieler vor der Wahl seiner bis zu vier Charaktere in der Galerie der Helden.
Der Spieler kann nun entscheiden, ob er die Abenteurer wiedererweckt oder ob sie wiedergeboren werden sollen. Wiedererweckte Abenteurer beginnen in dem Zustand und mit den Fähigkeiten, die sie besaßen, als sie verstorben sind. Wiedergeburt hat zur Folge, dass alle erworbenen Erfahrungen verlorengehen (damit wird das Spiel erst einmal schwieriger, aber dafür hat der Spieler größeren Einfluss über den Werdegang des Charakters).
Es gibt vier Ausrichtungen, in denen sich ein Abenteurer weiterbilden kann: Der Weg des Kriegers, des Ninjas/Diebes, des Zauberers und, zu guter Letzt, des Priesters.
- Beim Kampf mit Nahkampfwaffen steigert der entsprechende Abenteurer seinen Status als Krieger und bekommt Stärke- und Ausdauerpunkte dazu.
- Durch Training mit Faustschlägen, Tritten, Wurfwaffen und Diebesfertigkeiten wie Schlösser knacken und Klettern mit Seilen erlangt der Abenteurer bessere Ninja-Ränge und, daraus folgend, mehr Geschicklichkeit und etwas mehr Stärke.
- Mit Licht- und Kampf-Sprüchen steigt der Abenteurer in seinem Rang als Zauberer und verbessert seinen Vorrat an Mana und etwas Weisheit.
- Mit dem Anwenden von Heil- und Schutzsprüchen steigt der Abenteurer in seinem Rang als Priester und vor allem steigt seine Weisheit.

Strategien der Charakterentwicklung
- Vier Kämpfer (von denen nur einer ein wenig zaubern kann)

Man wählt vier Kämpfer, z. B. Stamm, Halk, Hissa und Darou, die man wiedererweckt. Dadurch verlieren alle Abenteurer ihre Ränge. Wichtig ist, dass wenigstens ein Abenteurer in der Gruppe ist, der ab und zu einen Lichtspruch (Ful) aktivieren kann, weil er nur durch die Ausübung von Sprüchen aufsteigen und so mehr Mana erzeugen kann. Ab einem bestimmten Zeitpunkt ist er in der Lage, Mana-Tränke zu erzeugen, so dass die Abenteurer, die von Haus aus kein Mana besitzen, über diesen Trank Mana für einen Lichtspruch bekommen. Wenn sie oft genug über die Mana-Tränke einen Lichtspruch erzeugt haben, bekommen sie einen eigenen Mana-Vorrat, so dass sie zukünftig ohne Mana-Tränke ihre Zauberfähigkeiten trainieren können.
Man kann einen Kämpfer auch mit Mana ausstatten, indem man ihm einen Zauberstab in die Hand gibt. Es gibt im Laufe des Spiels Zauberstäbe, die so viele Mana-Punkte geben, dass man zumindest mit dem Lichtzauber die Mana-Punkte steigern kann. Dies ist eine Möglichkeit, bei der man sich die Mana-Tränke, die ja auch zur Herstellung Mana-Punkte kosten, sparen kann. Ebenso kann man seine Priesterstufe durch Kriegsschreie steigern, um so einen Einstieg in die Zauberkunde zu finden.
- Das Training in den Rückzugszonen

Während man sich in einer der beiden Rückzugszonen befindet, kann man durch das Aussprechen von Licht-, Kampf- und Heilsprüchen sowie durch Faustschläge und Tritte in das Leere die Zauberer-, Priester- und Ninja-Level seiner Abenteurer steigern und so ihre Fähigkeiten verbessern. Mit einem Joystick mit Dauerfeuer konnte man die Faustschläge ins Leere automatisieren und so während der Trainingsphase etwas anderes machen.

#### Features
Für Atari ST sowie Amiga gibt es einen Dungeon-Master-Editor, der allerdings unberechenbare Effekte im Spiel hervorrufen kann. Wenn man in der „Hall of Fame“ eine bestimmte Mauer entfernt hat, wurde während des Spiels eine stehende Feuerball-Welle ausgelöst, die zu durchschreiten absolut tödlich war.

#### Artwork
Das Coverartwork der Verkaufsbox von Dungeon Master wurde vom englischen Künstler David R. Darrow erstellt, für das Andy Jaros als an einer Fackel ziehender Charakter posierte, Darrows Ehefrau Andrea stellte die Magierin und der Kämpfer an der Tür war ein Unbekannter, von Darrow damals aus einem lokalen Fitnessclub angeheuert. Später wurde das Originalwerk im Londoner Science Museum als Teil der Ausstellung 'Game On' gezeigt (21. Oktober 2006 bis 25. Februar 2007).

#### Rezeption
Eine umfassende, aber nicht vollständige Übersicht der Auszeichnungen die Dungeon Master in den 1980ern erhalten hat. Beispielsweise sind die nicht enthalten, die nach der Veröffentlichung in Japan 1990 hinzukamen.
- Special Award for Artistic Achievement awarded in 1988 by Computer Gaming World
- Adventure Game of the Year, 1988 — UK Software Industry Awards
- Best Selling Atari ST Title, 1988 — UK Software Industry Awards
- Best Role Playing Game, 1988 — PowerPlay[9]
- Best Role Playing Game, 1988 — Tilt Magazine
- Best Sound Effects, 1988 — Tilt Magazine
- Game of the Year, 1988 — Computer Play Magazine
- Best Atari ST Game, 1988 — Computer Play Magazine
- Game of the Year, 1988 — 4th Generation Magazine (französisch)
- „Golden Sword“ Award ,1988 — The Adventurer's Club of the UK
- Best Role Playing Game, 1988 — The Adventurer's Club of the UK
- „Beastie Award“, 1988 — Dragon Magazine
- Best Atari ST Title, 1988 — Dragon Magazine
- Best Game, 1989 — Amiga World Magazine
- Best Role Playing Game, 1989 — Amiga World Magazine
- Best Amiga Game, 1989 — Game Player's Magazine
- Best Amiga Game, 1989 — Datormagazin (schwedisch)
- „Beastie Award“ Best Apple //GS Title, 1989 — Dragon Magazine
- Best Game, 1989 — Info Magazine
- Best of the Amiga, 1989 — Compute magazine
- Erstes Mitglied der Computer Gaming World Hall of Fame 1989
- Ausgezeichnet als eines der 100 Besten Spiele durch das PowerPlay Magazin (Januar 1990)[20]

Ein Review 1988 des Dragon Magazins in Ausgabe 136 von Patricia Hartley und Kirk Lesser in der „The Role of Computers“-Kolumne gab dem Spiel 4½ von 5 Sternen. Ein erneutes Review der PC/MS-DOS-Version 1993 im Dragon, Nummer 195, gab auch dieser Version 5 Sterne.
Noch 1997 errang Dungeon Master erneut 5 von 5 Sternen in einem Re-Review einer englischsprachigen Spielereview-Seite.

### Chaos Strikes Back
Dungeon Master Expansion Set #1: Chaos Strikes Back, oft auch kurz CSB, war ein 1989 veröffentlichter Nachfolger für den Atari ST und den Amiga. Er galt wegen der häufigen Ebenenwechsel und der unvermeidlichen Teleportationen als spielerisch sehr herausfordernde Fortsetzung. Es war ein eigenständiges Spiel und benötigte kein vorliegendes Dungeon Master, jedoch konnte man ein existierendes Abenteurerteam aus Dungeon Master für ein neues CSB-Spiel importieren.

#### Verbesserungen
Die Spieleengine war die verbesserte Dungeon Master Engine, mit kleineren grafischen Anpassungen, einigen neuen Zaubersprüchen und neuen Spielgegenständen wie magischen Karten. Eingeführt wurde auch ein umfangreicher Charaktereditor wie auch ein Orakel, mit dem man sich zum aktuellen Spielstand Hinweise geben lassen konnte.

### Dungeon Master II: The Legend of Skullkeep
Mitte der 90er-Jahre kam Dungeon Master II: The Legend of Skullkeep, mit Jahren Verspätung, auf den Markt. Am Spielprinzip hatte sich nichts geändert, aber die Grafik wurde von 16 auf 256 Farben erweitert und die Pixelauflösung ungefähr verdoppelt. Wenn man sich mit Dungeon Master eine Truppe erspielt hatte, konnte man sie nicht, wie in Chaos Strikes back, übernehmen, sondern musste sich neue, andere Charakter auswählen. Kritik gab es an der nicht mehr zeitgemäßen Grafik und der langen Entwicklungszeit mit mehreren Redesigns.

#### Verbesserungen
Im Gegensatz zu Dungeon Master wurde bei Dungeon Master 2 der Handel eingeführt. Gegenstände, die man gefunden hatte, konnte man gegen Metall und Kristalle verkaufen und andererseits mit diesen Kristallen, beziehungsweise solchen, die man in den Höhlen gefunden hatte, wiederum Gegenstände kaufen.
Der Vorgang des Kaufens lief folgendermaßen ab: Man stellte sich vor einen runden Tisch, hinter dem ein Zwerg stand. Dann wählte man das gewünschte Objekt aus, das der Händler dann auf seine Seite des Tisches legte. Man selbst legte nun die geforderten Metallstücke und Kristalle auf die eigene Seite. War der Händler einverstanden, so drehte er die Tischplatte, so dass das gewünschte Objekt auf der eigenen Seite lag und genommen werden konnte. Hatte man mehr gezahlt, als vom Händler gefordert, so lag auch das Wechselgeld dabei.
Der Verkauf lief genau umgekehrt. Um Kleingeld in größeres Geld zu wechseln, legte man die zu wechselnden Stücke auf den Tisch, und der Händler tauschte sie gegen größere Stücke ein.
Das Händler-Prinzip wurde auch in Form einer Aufgabe in das Rollenspiel eingebaut. Bei der ersten Teilaufgabe, bei der man mehrere Schlüssel finden musste, lag der letzte Schlüssel auf einem runden Tisch. Egal, wie man sich dem von allen Seiten erreichbaren Tisch auch näherte, der Schlüssel war immer auf der gegenüber liegenden Seite.

### Weitere Teile der Serie
Kurz vor Dungeon Master II wurde ein weiterer Ableger von Dungeon Master für eine Konsolenplattform produziert, Dungeon Master: Theron's Quest (1992, für TurboGrafx und PC Engine). Des Weiteren erschien noch 1998, nachdem FTL den Betrieb schon eingestellt hatte, ein Teil mit einer neuen 3D-Engine für den japanischen Markt und den Sega Saturn namens Dungeon Master Nexus durch die Victor Interactive Software Inc.

## Vermächtnis und Nachfolger
Da Dungeon Master ein großer Erfolg war und neues Genre erschuf, gab es in den folgenden Jahren eine Vielzahl kommerzieller Kopien (z. B. Eye of the Beholder, Black Crypt) und bis heute den Trend im Rahmen des Retrogamings Freeware- oder Open-Source-Remakes und Klone zu erstellen.

### Legend of Grimrock

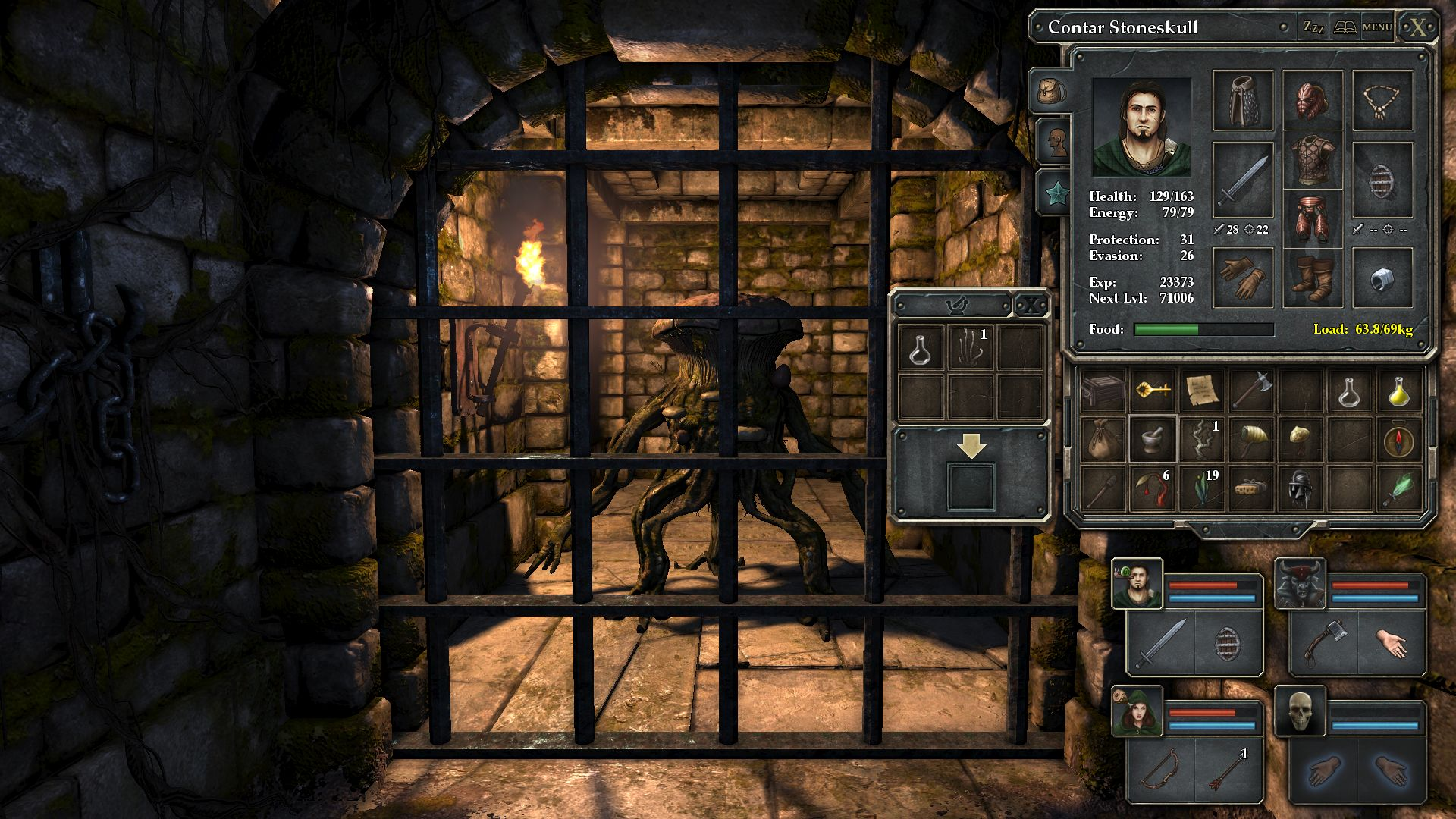
Screenshot aus Legend of Grimrock, die Grundprinzipien und der Aufbau der Spielelemente ähneln stark Dungeon Master: mittig First-Person-Perspektive-Blick ins Dungeon mit Gegner hinter Gitter, rechts die aus vier Charakteren bestehende Spielparty mit offenem Inventar eines Charakters.

Im April 2012 wurde mit der Veröffentlichung von Legend of Grimrock das klassische und kommerziell totgesagte Dungeoncrawler-Genre wiederbelebt. Das von dem kleinen finnischen Independent-Entwicklungsstudio Almost Human entwickelte Spiel orientiert sich hierbei so stark an Dungeon Master, dass es als Remake mit modernen Mitteln gelten kann. Es war auch ein kommerzieller Erfolg, in der Woche nach der Veröffentlichung im April 2012 erreicht das Spiel die Spitze von Steams Steam Top Seller's Liste, und wurde auch positiv von Presse und Spielern aufgenommen, beispielsweise erreichte es eine Durchschnittswertung von 81 Punkten auf Metacritic.

### Fan-Portierungen und Remakes
Dungeon Master inspirierte im Laufe der Jahre eine Vielzahl an Software-Klonen und Remakes auch aus der Fan-Gemeinde.
Ca. 2003 wurde von Paul R. Stevens durch Reverse Engineering aus der Atari-ST-Version von Dungeon Master eine Quelltext-Variante extrahiert, welche unter dem Namen CSBWin dann für viele Portierungen auf andere Systeme verwendet wurde. Diese Version wird von Fans auch verwendet, um eine in Bezug auf Tiefgang, Grafiken und Sounds verbesserte DM-Variante unter dem Namen „Conflux“ zu erstellen.
Unter dem Namen „Return to Chaos“ erschien 2008 eine nachprogrammierte „Dungeon-Master“-Spiel-Engine mit Level-Editor als Freeware und inklusive Dungeon Master, Dungeon Master Chaos Strikes Back und Dungeon Master 2 als Nachbau. Mit Hilfe des enthaltenen Editors wurden seitdem von Fans eine Vielzahl neuer Dungeons bis hin zu komplett neuen Dungeon-Spielen, wie „Ravenhood“ oder „Tower of Champions“, entwickelt.

## Tabelle der Zaubersprüche der Dungeon-Master-Serie
| Spruch       | Wirkung                    | benötigt Phiole | Priesterspruch | Magierspruch |
| ------------ | -------------------------- | --------------- | -------------- | ------------ |
| Ya           | Ausdauertrank              | x               | x              |              |
| Vi           | Heiltrank                  | x               | x              |              |
| Ful          | Magische Fackel            |                 |                | x            |
| Zo           | Türenöffner                |                 |                | x            |
| Ya Ir        | Magischer Schild           |                 |                | x            |
| Ya Bro       | Magischer Schild           | x               | x              |              |
| Vi Bro       | Gegengifttrank             | x               | x              |              |
| Oh Ven       | Giftgaswolke               |                 |                | x            |
| Ful Ir       | Feuerball                  |                 |                | x            |
| Des Ven      | Giftgasgeschoss            |                 |                | x            |
| Des Ew       | Schädigt ätherische Gegner |                 |                | x            |
| Zo Ven       | Giftgasgranate             | x               |                | x            |
| Ya Bro Ros   | Magische Fußspuren         |                 |                | x            |
| Ya Bro Dain  | Weisheitstrank             | x               | x              |              |
| Ya Bro Neta  | Vitalitätstrank            | x               | x              |              |
| Oh Ew Ra     | Durch Wände sehen          |                 | x              |              |
| Oh Ew Sar    | Unsichtbar                 |                 |                | x            |
| Oh Kath Ra   | Blitz                      |                 |                | x            |
| Oh Ir Ra     | Magisches Licht            |                 |                | x            |
| Oh Bro Ros   | Geschicklichkeitstrank     | x               | x              |              |
| Ful Bro Ku   | Stärketrank                | x               | x              |              |
| Ful Bro Neta | Feuerschild                |                 | x              |              |
| Des Ir Sar   | Dunkelheit                 |                 |                | x            |
| Zo Kath Ra   | ZoKathRa-Corboramite       |                 |                | x            |
| Zo Bro Ra    | Mana-Trank                 | x               | x              |              |